# Пое
Пое (Prosthemadera novaeseelandiae) — вид горобцеподібних птахів родини медолюбових (Meliphagidae). Ендемік Нової Зеландії.

## Поширення
Вид поширений майже на всій території Нової Зеландії, особливо на Північному острові та вздовж західного та південного узбережжя Південного острова, на острові Стюарт та на островах Чатем. Невеликі популяції є на острові Рауль у складі архіпелагу Кермадек і на Оклендських островах. Мешкає у листяних лісах на висоті нижче 1500 метрів, а також в невеликих гаях, вторинних лісах, плантаціях і зелених передмістях.

## Підвиди
- P. n. novaeseelandiae (J. F. Gmelin, 1788) — Нова Зеландія, Оклендські острови та острів Стюарт;
- P. n. kermadecensis Mathews e Iredale, 1914 — острови Кермадек;
- P. n. chathamensis Hartert, 1928 — о-ви Чатем.

## Опис
Птах завдовжки приблизно 25 см, маса тіла самця близько 125 г, самиці — близько 90 г. На перший погляд він здається повністю чорним, за винятком невеликого пучка білого пір'я біля основи шиї та невеликої білої плями на крилах. Однак якщо ви придивитесь уважніше, то помітно коричневе пір'я на спині та боках, і різнокольорові райдужні відблиски, які змінюються залежно від кута, під яким на пір'я потрапляє світло, а також серію маленьких білих пір'їн на спині, крилах і боках шиї, які утворюють щось на зразок мереживного коміра.

## Спосіб життя
Як правило, трапляється поодинці, парами або невеликими сімейними групами, але часто збирається у великих кількостях у місцях, де є більша кількість поживи, часто у змішаних зраях з іншими медолюбами та голубами. Основною поживою птаха є нектар і медвяна роса. У період розмноження в раціон входять також безхребетні (особливо комахи), восени — фрукти.
Період розмноження з вересня по січень. Гніздо, яке споруджує самиця високо на дереві, має винляд громіздкої конструкції з гілок і палиць, вистеленої дрібними травинками. Самиця відкладає 2-4 яйця білого або світло-рожевого кольору з червоно-бурими плямами. Висиджуванням займається виключно самиця протягом приблизно 2 тижнів. Пташенят спочатку годує тільки самиця, але пізніше їй допомагає самець. Молодняк повністю оперяється і покидає гніздо приблизно у віці 21 дня.